# Battaglia di Rapallo (1495)
La battaglia di Rapallo fu un episodio della guerra d'Italia del 1494-1498, che Carlo VIII di Francia condusse in Italia per la conquista del Regno di Napoli.
Il 2 maggio 1495 al largo di Rapallo la flotta del re francese, forte di sette galee, due fuste e due galeoni, comandata dal Sire de Molans si scontrò con la squadra genovese di Francesco Spinola e di Fabrizio Giustiniani, composta da otto galee, due saettie e una caracca.
Lo scontro navale avvenne all'alba, e si risolse con la totale sconfitta dei francesi poiché tutte le navi vennero catturate. 
A terra le truppe sbarcate dalla flotta genovese al comando di Gian Ludovico Fieschi e Giovanni Adorno, con l’aiuto dagli stessi abitanti di Rapallo, sbaragliarono i francesi rimasti a terra.
La vittoria portò alla liberazione di trecento donne e monache rapite in Campania, oltre alla conquista di un bottino talmente ricco da poter in parte concorrere alla costruzione della Chiesa dell'Annunziata a Genova. Nel bottino, frutto delle spoliazioni operate dai francesi nel Regno di Napoli, erano anche le porte di bronzo del Maschio Angioino, che vennero restituite (e che sul retro recano ancora i segni della battaglia di Rapallo).
Il successo genovese venne ripetuto pochi giorni dopo quando un convoglio di dodici velieri francesi venne catturato nelle acque di Sestri Levante.
Dopo questo disastro militare Carlo VIII fu quasi totalmente privato del supporto navale necessario al trasporto delle pesanti artiglierie e alla logistica dell'esercito. Non più coperto dal supporto logistico della sua flotta nel Tirreno, il re francese decise di fare ritorno, ma dovette subire un'ulteriore pesante sconfitta a Fornovo dove dovette affrontare gli eserciti dei principati italiani riuniti.